# Nibylandia (album)
Nibylandia – pierwszy album częstochowskiego zespołu Ego. Wydawnictwo ukazało się 17 października 2001 roku nakładem wytwórni muzycznej Universal Music Polska.

## Lista utworów
Opracowano na podstawie materiału źródłowego.
1. "Rozweselające" (produkcja: DJ Haem) - 3:39
2. "Nibylandia" (produkcja: DJ Haem) - 3:00
3. "Ten dzień" (produkcja: DJ Haem, gościnnie: Pietia, Słoniu) - 3:45
4. "To i owo" (produkcja: DJ Haem) - 5:06
5. "Czy kiedykolwiek I" (produkcja: DJ Haem) - 1:23
6. "Cuda nie widy" (produkcja: DJ Haem, gościnnie: Fokus, Rahim) - 3:57
7. "Fenomenalny miernik" (produkcja: DJ Haem) - 4:19
8. "Symbol" (produkcja: DJ Haem) - 3:08
9. "Rytmy zwątpienie" (produkcja: DJ Haem) - 4:33
10. "Ku tobie" (produkcja: DJ Haem) - 5:47
11. "Czy kiedykolwiek II" (produkcja: DJ Haem) - 1:33
12. "Baju o baju" (produkcja: DJ Haem) - 3:02
13. "Marzenia senne" (produkcja: DJ Haem, gościnnie: Fokus, Rahim) - 5:22
14. "A to dlaczego" (produkcja: DJ Haem) - 4:06